# 123RF
123RF (parte di Inmagine Group) è un'agenzia di foto stock fondata nel 2005 che fornisce immagini royalty-free. Negli ultimi anni, 123RF ha ampliato il suo portfolio per adeguarsi al continuo sviluppo del mercato dei contenuti presenti sul web. Oltre a più di 170 milioni di immagini disponibili nel suo archivio, l'azienda presenta anche una vasta selezione di grafica vettoriale, icone, font, video e file audio. Il marketing è sviluppato principalmente dai circa 350 dipendenti che operano in 40 uffici in tutto il mondo.

## Storia
Nel 2000, il fondatore, Andy Sitt, aveva appena lasciato il suo lavoro in un'azienda inglese che vendeva immagini stock in CD, mostrando ai clienti cataloghi stampati. Andy ha quindi lanciato la sua attività di e-commerce fondando Inmagine, che vendeva stampe fotografiche premium di grande formato. Insieme a Stephanie Sitt in qualità di cofondatrice e attuale CEO, Inmagine Group è diventata una delle poche aziende tech in Asia ad essersi sviluppata a livello globale.
Inmagine ha anche avuto modo di produrre contenuti propri, i quali hanno richiesto l'impiego di fotografi interni, grafici, truccatori e un team di vendita per soddisfare la crescente domanda. Nel 2005, Inmagine ha creato 123RF, in grado di offrire contenuti royalty-free come immagini, clip video e audio a partire soltanto da $ 1 per file. A differenza del precedente tipo di business, 123RF consente ai fotografi di tutto il mondo di vendere il proprio lavoro sulla piattaforma con un modello royalty-free.
In seguito Inmagine Group si è ulteriormente ingrandito sviluppando nuove proposte come Stockunlimited.com, Designs.ai e ha anche acquisito TheHungryJPEG.com, Craftbundles.com, Pixlr.com, Vectr.com e Storyandheart.com.
Nel marzo 2017 123RF ha acquisito TheHungryJPEG, un mercato di font e grafiche registrato nel Regno Unito e la sua consociata Craftbundles per una somma non divulgata. Nell'aprile 2017 ha acquisito l'editor di immagini online Pixlr da Autodesk per una somma non divulgata. Nel novembre 2017 ha acquisito Vectr, un editor vettoriale online e Story & Heart, una piattaforma di formazione video.